# 高尾正紀
髙尾 正紀（たかお まさき、男性、1969年10月28日 - ）は、兵庫県出身の空手家。空手道 高尾道場の代表・師範である。段位は五段。

## 来歴
兵庫県姫路市出身。
1985年、極真会館兵庫支部中村道場に入門。世界大会二連覇を成し遂げた中村誠師範のもと、2年後に初段を取得。1987年、第3回全関西空手道選手権大会 高校生の部にて優勝を飾る。
高校卒業後はサラリーマンとして会社勤務し、その後転勤のため極真会館奈良支部へ籍を移す。社会人として全日本・全世界大会に出場し、幾多の大会で上位入賞を重ね、「サラリーマン空手家」「関西の風雲児」と称される。
兵庫・奈良の両支部にて師範代を務め、1998年、会社を退社し、「極真会館大阪東支部」の支部長に就任。少年部・一般部ともに全日本・国際大会で活躍する選手を多数輩出する。また、現役選手としても世界大会の日本代表に4度選出され活躍する。
現在は、極真会館（松井派）を退館。空手道 高尾道場 師範として、武道としての空手道を追及し、今なお真の強さを求め自己の修業に励む。

## 大会実績
第3回全関西空手道選手権大会  高校生の部 優勝

第28回全日本空手道選手権大会  第4位

第1回世界ウェイト制空手道選手権大会  重量級 第4位

第29回全日本空手道選手権大会  第7位

1998年パリ・空手ワールドカップ  日本代表 団体優勝

第20回全日本ウェイト制空手道選手権大会  重量級 第4位

第6回・第8回全世界空手道選手権大会  日本代表